# Saucisse de Gyula
La saucisse de Gyula est une saucisse hongroise à base de porc et de paprika, spécialité de Gyula. Elle bénéficie d'une indication géographique protégée sous le nom de gyulai kolbász / gyulai pároskolbász.

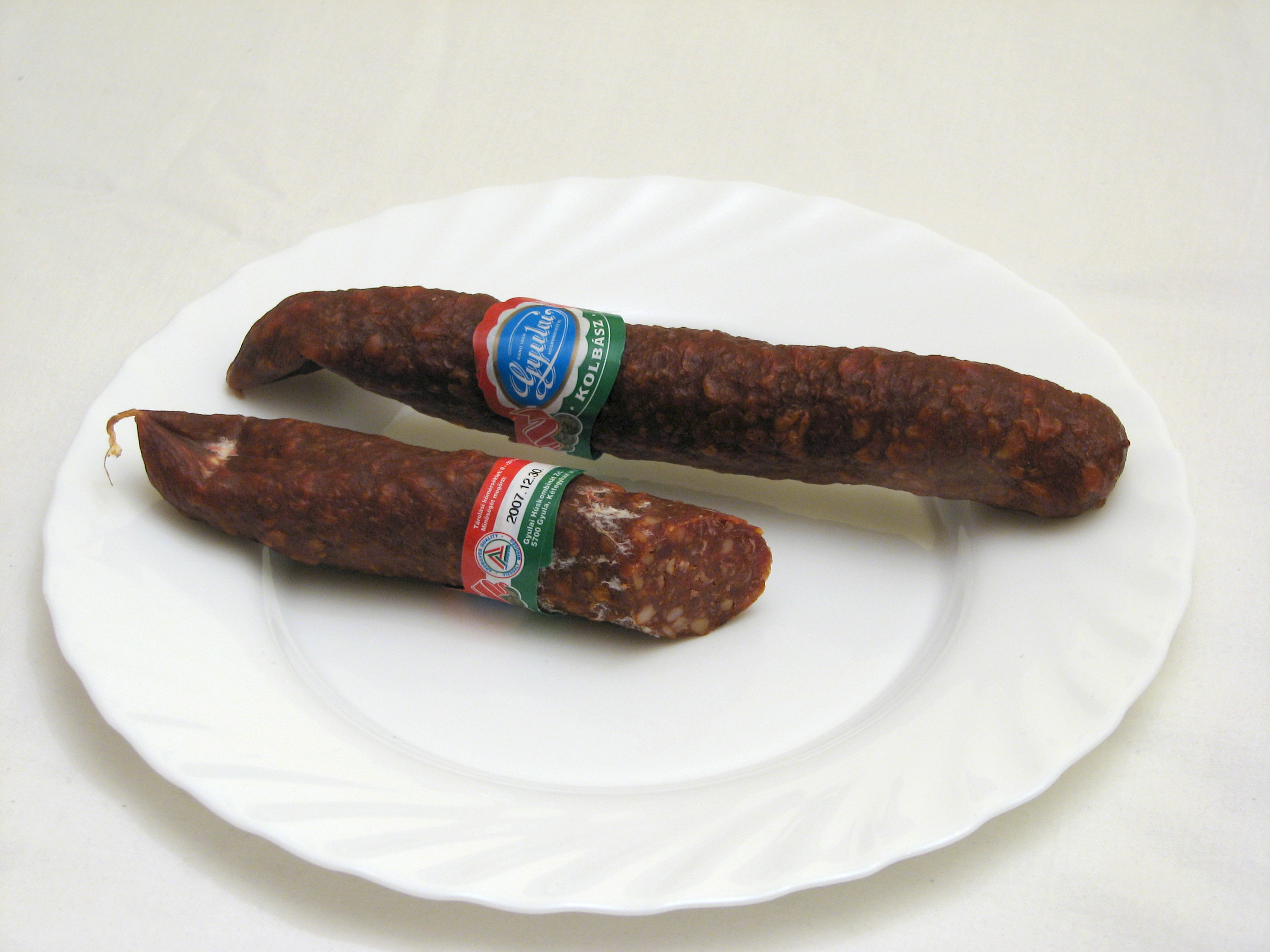
Saucisses de Gyula.

## Historique
La recette originale a été établie par József Balogh et András Stéberl ; elle a reçu une médaille d'or au salon alimentaire de Bruxelles en 1935.

## Caractéristiques
C'est une saucisse fumée constituée d'épaule, de jambon et de gras de menton de porc, épicée avec du paprika et du cumin,.